# Mekar Jaya (Sei Bingai)
Mekar Jaya is een bestuurslaag in het regentschap Langkat van de provincie Noord-Sumatra, Indonesië. Mekar Jaya telt 1628 inwoners (volkstelling 2010).